# ديف كومار
ديف كومار (بالإنجليزية: Dev Kumar) هو كاتب هندي، ولد في 6 فبراير 1972.